# دن بالان
دن میهای بالان (به رومانیایی: Dan Mihai Bălan) (متولد ۶ فوریه ۱۹۷۹ در اتحاد جماهیر سوسیالیستی شوروی) از خوانندگان، شاعران و آهنگسازان اهل مولداوی است.
وی در سال ۲۰۰۵ به آمریکا مهاجرت کرد